# Pseudohiatula
Pseudohiatula là một chi nấm thuộc họ Tricholomataceae. Chi này chứa 5 loài, phân bố rộng rãi ở vùng nhiệt đới.